# NGC 2144
NGC 2144 في الفهرس العام الجديد، هي مجرة، تقع في كوكبة الجبل. اكتشفت في 17 يناير 1836 بواسطة جون هيرشل.

## روابط خارجية
- NGC 2144 على موقع ويكي سكاي: DSS2, SDSS, GALEX, IRAS, Hydrogen α, X-Ray, Astrophoto, Sky Map, Articles and images